# Коппенаме
Коппенаме (нід. Coppename) — річка в Суринамі (Південна Америка) в округах Сипалівіні, Короні та Сарамакка.

## Перебіг річки

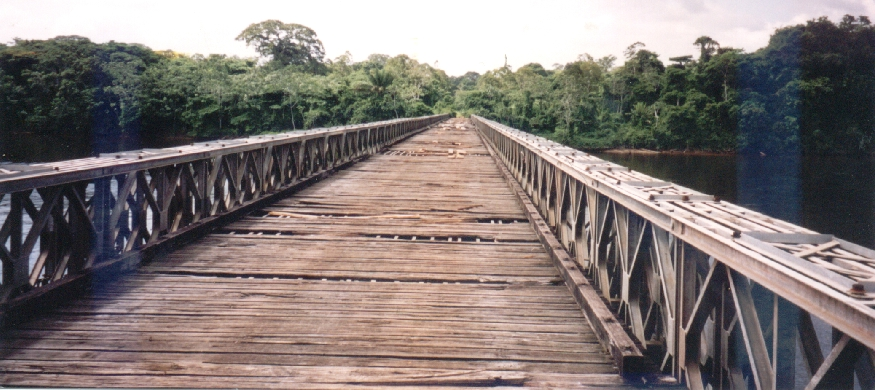
Міст Бейлі через річку Коппенам в Вітагрон

Річка Коппенамене починається в горах Вільгелміна. Її витоками є Рехтер-Коппенаме (бере свій початок на північно-східному схилі хребта Вільгельміна, Тафельберг та західна частина Еммакетта), і Лінкер-Коппенаме з притокою Мідден-Коппенаме, яка починається в західній і центральній частинах північній частині гір Вільгелміна і південно-східній частині гір Бакхейс.
Три відгалуження Коппенамене об'єднуються над водоспадом Тонккенс, а потім протікають повз гори Хебівері. Нижче водоспадів Сідом-Круту вона з'єднується з Адам-Падою, яка осушує більшу частину східного схилу хребта Бакхейс. Нижче порогів Ланга річка вигинається на схід, а над водоспадом Ралей-Воллей з'єднується з Таньімамою, яка починається на північних передгір'ях Еммакетена.
Водоспад Ралей-Воллей, а також прилегла гора Вольтць і хребет Ван-Стокума є туристичною визначною пам'яткою, до якої можна добратися на невеликих літаках.
Після впадання річки Кваме, Коппенаме тече далі на північ і проходить по селах Кайманстон, Вітагрон і Хейдоті. На прибережній рівнині, в Коппенаме впадає Вайамбо, яка утворює біфуркацію між Коппенамою і Ніккері.
Нарешті, притоки, Тібіті і Кусевейне приєднуються до Коппенами. Річки Коппенаме і Сарамакка об'єднуються і впадають в Атлантику.